# Immenhausen
Immenhausen ist eine Stadt im Landkreis Kassel in Hessen (Deutschland).

## Geografie

### Geografische Lage
Immenhausen liegt in Nordhessen etwa zwölf Kilometer nördlich der Innenstadt Kassels am Südwesthang des Reinhardswalds. Der Ort wird in Ost-West-Richtung von der Holzkape, einem Esse-Zufluss, durchflossen, die vom fünf Kilometer nordöstlich befindlichen Junkernkopf kommt (Entfernungen jeweils Luftlinie) und unterhalb der Kernstadt die Spechtenbeck aufnimmt. An diesem Berg entspringt auch der den Ortsteil Holzhausen durchlaufende Osterbach, ein Zufluss der Fulda.

### Nachbargemeinden
Immenhausen grenzt im Osten an den gemeindefreien Gutsbezirk Reinhardswald, im Süden an die Gemeinden Fuldatal und Espenau, sowie im Westen und Norden an die Stadt Grebenstein (alle im Landkreis Kassel).

### Stadtgliederung
Zu Immenhausen gehören neben der Kernstadt die dörflichen Stadtteile Mariendorf (im Nordosten) und Holzhausen (im Osten).

## Geschichte
Im Jahr 1015 machte Kaiser Heinrich II. in Immenhausen Station. 1019 wurde das nahe Reginhereshuson (Reginhereshusen) erwähnt – nun die im Stadtgebiet gelegene Wüstung Reinersen. Ab 1123 ist Dudo von Immenhausen beurkundet, ein Gefolgsmann des Mainzer Erzbischofs Adalbert I., der ihn auf der Burg Rusteberg als Verwalter der Umgebung einsetzte, zu der auch Hofgeismar gehörte. Die Grafen von Northeim setzten Dudo als Vogt für das Kloster Bursfelde ein. Dudos Tochter Richenza heiratete in erster Ehe Siegfried IV. von Boyneburg und später Heinrich von Asselburg.
Im 15. Jahrhundert wurde die Kirche St. Georg an der Stelle einer zerstörten romanischen Kirche aufgebaut. Im 16. Jahrhundert hielt Bartholomaeus Rieseberg hier eine Predigt.
Im 19. Jahrhundert gab es Stadtbrände.
Häufige Fälle von Tuberkulose-Erkrankungen führten zum Bau eines Krankenhauses in Immenhausen, welches 1909 eröffnet wurde. Nachdem die Tuberkulose Mitte des 20. Jahrhunderts dank wirksamer Antibiotika an Bedeutung verlor, entstand daraus die heutige Lungenfachklinik Immenhausen.
Wichtiger Arbeitgeber war nach dem Zweiten Weltkrieg bis zur Schließung des Werks 1996 die Süßmuth-Glashütte.

### Einwohnerzahlenentwicklung
- 1455: 139 Landbesitzer
- 1585: 240 Haushaltungen
- 1747: 192 Haushaltungen

| Immenhausen: Einwohnerzahlen von 1834 bis 2021 | Immenhausen: Einwohnerzahlen von 1834 bis 2021 | Immenhausen: Einwohnerzahlen von 1834 bis 2021 | Immenhausen: Einwohnerzahlen von 1834 bis 2021 | Immenhausen: Einwohnerzahlen von 1834 bis 2021 |
| --- | ---------------------------------------------- | ---------------------------------------------- | ---------------------------------------------- | ---------------------------------------------- |
| Jahr |                                                |                                                |                                                | Einwohner                                      |
| 1834 | 1834                                           |                                                | 1.466                                          | 1.466                                          |
| 1840 | 1840                                           |                                                | 1.532                                          | 1.532                                          |
| 1846 | 1846                                           |                                                | 1.653                                          | 1.653                                          |
| 1852 | 1852                                           |                                                | 1.612                                          | 1.612                                          |
| 1858 | 1858                                           |                                                | 1.300                                          | 1.300                                          |
| 1864 | 1864                                           |                                                | 1.346                                          | 1.346                                          |
| 1871 | 1871                                           |                                                | 1.311                                          | 1.311                                          |
| 1875 | 1875                                           |                                                | 1.302                                          | 1.302                                          |
| 1885 | 1885                                           |                                                | 1.331                                          | 1.331                                          |
| 1895 | 1895                                           |                                                | 1.448                                          | 1.448                                          |
| 1905 | 1905                                           |                                                | 1.860                                          | 1.860                                          |
| 1910 | 1910                                           |                                                | 1.970                                          | 1.970                                          |
| 1925 | 1925                                           |                                                | 2.181                                          | 2.181                                          |
| 1939 | 1939                                           |                                                | 2.540                                          | 2.540                                          |
| 1946 | 1946                                           |                                                | 3.680                                          | 3.680                                          |
| 1950 | 1950                                           |                                                | 3.844                                          | 3.844                                          |
| 1956 | 1956                                           |                                                | 3.871                                          | 3.871                                          |
| 1961 | 1961                                           |                                                | 4.107                                          | 4.107                                          |
| 1967 | 1967                                           |                                                | 4.294                                          | 4.294                                          |
| 1970 | 1970                                           |                                                | 6.431                                          | 6.431                                          |
| 2020 | 2020                                           |                                                | 7.031                                          | 7.031                                          |
| 2021 | 2021                                           |                                                | 7.048                                          | 7.048                                          |
| Datenquelle: Historisches Gemeindeverzeichnis für Hessen: Die Bevölkerung der Gemeinden 1834 bis 1967. Wiesbaden: Hessisches Statistisches Landesamt, 1968. |                                                |                                                |                                                |                                                |

Stadt Immenhausen - Daten - Zahlen - Fakten

## Gebietsreform
Am 1. Dezember 1970 fusionierten im Zuge der Gebietsreform in Hessen die Stadt Immenhausen und die bis dahin selbständigen Gemeinden Holzhausen und Mariendorf zur erweiterten Stadt Immenhausen.

## Politik

### Stadtverordnetenversammlung
Die Kommunalwahl am 14. März 2021 lieferte folgendes Ergebnis, in Vergleich gesetzt zu früheren Kommunalwahlen:
| Stadtverordnetenversammlung – Kommunalwahlen 2021                                                                     | Stadtverordnetenversammlung – Kommunalwahlen 2021           |
| --- | ----------------------------------------------------------- |
| Stimmenanteil in %Wahlbeteiligung 52,1 % 50403020100 42,8 (−2,2)29,1 (−0,4)26,3 (+0,8)1,8 (n. k.) SPDFLCDUFDP20162021 | SitzverteilungInsgesamt 23 Sitze - SPD: 10 - FL: 7 - CDU: 6 |

| Parteien und Wählergemeinschaften | Parteien und Wählergemeinschaften           | % 2021 | Sitze 2021 | % 2016 | Sitze 2016 | % 2011 | Sitze 2011 | % 2006 | Sitze 2006 | % 2001 | Sitze 2001 |
| --------------------------------- | ------------------------------------------- | ------ | ---------- | ------ | ---------- | ------ | ---------- | ------ | ---------- | ------ | ---------- |
| SPD                               | Sozialdemokratische Partei Deutschlands     | 42,8   | 10         | 45,0   | 10         | 52,8   | 12         | 73,7   | 23         | 69,4   | 22         |
| FL                                | Freie Liste                                 | 29,1   | 7          | 29,5   | 7          | 26,0   | 6          | —      | —          | —      | —          |
| CDU                               | Christlich Demokratische Union Deutschlands | 26,3   | 6          | 25,5   | 6          | 19,4   | 5          | 23,3   | 7          | 30,6   | 9          |
| FDP                               | Freie Demokratische Partei                  | 1,8    | —          | —      | —          | 1,8    | 0          | 3,0    | 1          | —      | —          |
| Gesamt                            | Gesamt                                      | 100,0  | 23         | 100,0  | 23         | 100,0  | 23         | 100,0  | 31         | 100,0  | 31         |
| Wahlbeteiligung in %              | Wahlbeteiligung in %                        | 52,1   | 52,1       | 53,0   | 53,0       | 55,2   | 55,2       | 50,9   | 50,9       | 60,1   | 60,1       |

### Bürgermeister
Nach der hessischen Kommunalverfassung wird der Bürgermeister für eine sechsjährige Amtszeit gewählt, seit dem Jahr 1993 in einer Direktwahl, und ist Vorsitzender des Magistrats, dem in der Stadt Immenhausen neben dem Bürgermeister ehrenamtlich ein Erster Stadtrat und fünf weitere Stadträte angehören. Bürgermeister ist seit dem 1. Januar 2022 Lars Obermann (SPD), der der bis dahin Kämmereileiter der Stadtverwaltung war. Er wurde als Nachfolger von Jörg Schützeberg, der nach einer Amtszeit nicht wieder kandidiert hatte, am 26. September 2021 im ersten Wahlgang bei 75,3 Prozent Wahlbeteiligung mit 50,2 Prozent der Stimmen gewählt.
Amtszeiten der Bürgermeister
- 2022–2027 Lars Obermann (SPD)[13]
- 2016–2021 Jörg Schützeberg[14]
- 2010–2015 Herbert Rössel (SPD)
- 1999–2009 Andreas Güttler (SPD)[17]
- 1981–1999 Adolf Deichmann (SPD)[18]
- 1953–1981 Bernhard Vocke (SPD)[18]

### Städtepartnerschaften
Immenhausen unterhält partnerschaftliche Beziehungen zu
- Montaigu im Département Vendée in Frankreich (seit 1991) und
- Plaue in Thüringen (seit 2023).

## Kultur und Sehenswürdigkeiten

### Kulturelle Einrichtungen und Veranstaltungen
- In Immenhausen befindet sich das Bundeszentrum des Bund der Pfadfinder*innen e. V. (BdP)
- Aktions-, Kultur- und Jugendzentrum (Akku Immenhausen)
- Im Glasmuseum Immenhausen gibt es Informationen zur Glasgeschichte und zur Tradition der Glasherstellung in Nordhessen und Südniedersachsen, insbesondere wird der Glasgestalter und Unternehmer Richard Süßmuth vorgestellt, der Namensgeber der letzten Glashütte in Immenhausen, die 1996 endgültig ihre Produktion einstellte. Außerdem wird die Entwicklung des Gebrauchsglases seit 1890 dokumentiert und in wechselnden Sonderausstellungen besonders mit der zeitgenössischen Glaskunst bekannt gemacht.
- Seit 2000 wird alle drei Jahre bundesweit der Immenhäuser Glaspreis ausgeschrieben, an dem sich in Deutschland lebende und arbeitende Glaskünstler beteiligen können.
- Jeweils am letzten Samstag im Oktober wird im Ortsteil Holzhausen der Literaturpreis Holzhäuser Heckethaler im Rahmen einer Lesung der Preisträger verliehen. Im Jahr 2006 langten rund 190 Einsendungen von teilnahmeberechtigten Autoren im Alter von 16 bis 30 Jahren ein, zur Lesung am 26. Oktober 2006 im Bürgerhaus Holzhausen kamen etwa 180 Gäste.
- Osterfeuer von der örtlichen Freiwilligen Feuerwehr
- Karnevalsveranstaltungen gehören seit 1950 zum kulturellen Leben in Immenhausen. Traditionsreichster Verein ist die Karnevalsgesellschaft Holzhausen, die alljährlich im Bürgerhaus Holzhausen ihre Prunksitzungen mit Prinzessin, Prinz, Kinderprinzessin und Kinderprinz abhält. Die Abteilung Fußball der TSV 1889/06 Immenhausen e. V. feiert seit 1970 Karneval in der Jahnturnhalle in Immenhausen. In der 350 Plätze fassenden Halle werden jedes Jahr an den letzten beiden Wochenenden vor Rosenmontag umfangreiche und kurzweilige Sitzungen angeboten. Als dritter karnevalstreibender Verein bietet die Karnevalsgruppe der katholischen Kirche (KKK) Fröhliches und Spaß in der Narrenzeit. Der mit 100 Plätzen fassende Sitzungssaal im Pfarramt der katholischen Kirche ist der kleinste der drei Karnevalssäle. Abschluss des närrischen Treibens ist Rosenmontag, an dem alle drei karnevalstreibenden Vereine zur traditionellen Rathausstürmung in Immenhausen einladen. Anschließend wird ausgelassen bei einem der wenigen nordhessischen Straßenkarnevale rund um das Rathaus gefeiert.

### Sehenswürdigkeiten
Für die unter Denkmalschutz stehenden Kulturdenkmäler des Ortes siehe die Liste der Kulturdenkmäler in Immenhausen.
- Glasmuseum Immenhausen mit wechselnden Sonderausstellungen zum Thema Glaskunst
- Evangelische Stadtkirche St. Georg mit beachtenswerten Wandmalereien aus der Mitte des 15. Jahrhunderts
- Rathaus, ein markantes barockes Bauwerk auf dem Marktplatz aus dem 17. Jahrhundert
- Hufeisenturm mit angrenzender Stadtmauer Besichtigung nur in den Öffnungszeiten
- Das Große Loh
- Gut Waitzrodt, viermaliger Set der Ostwind Filme[19]

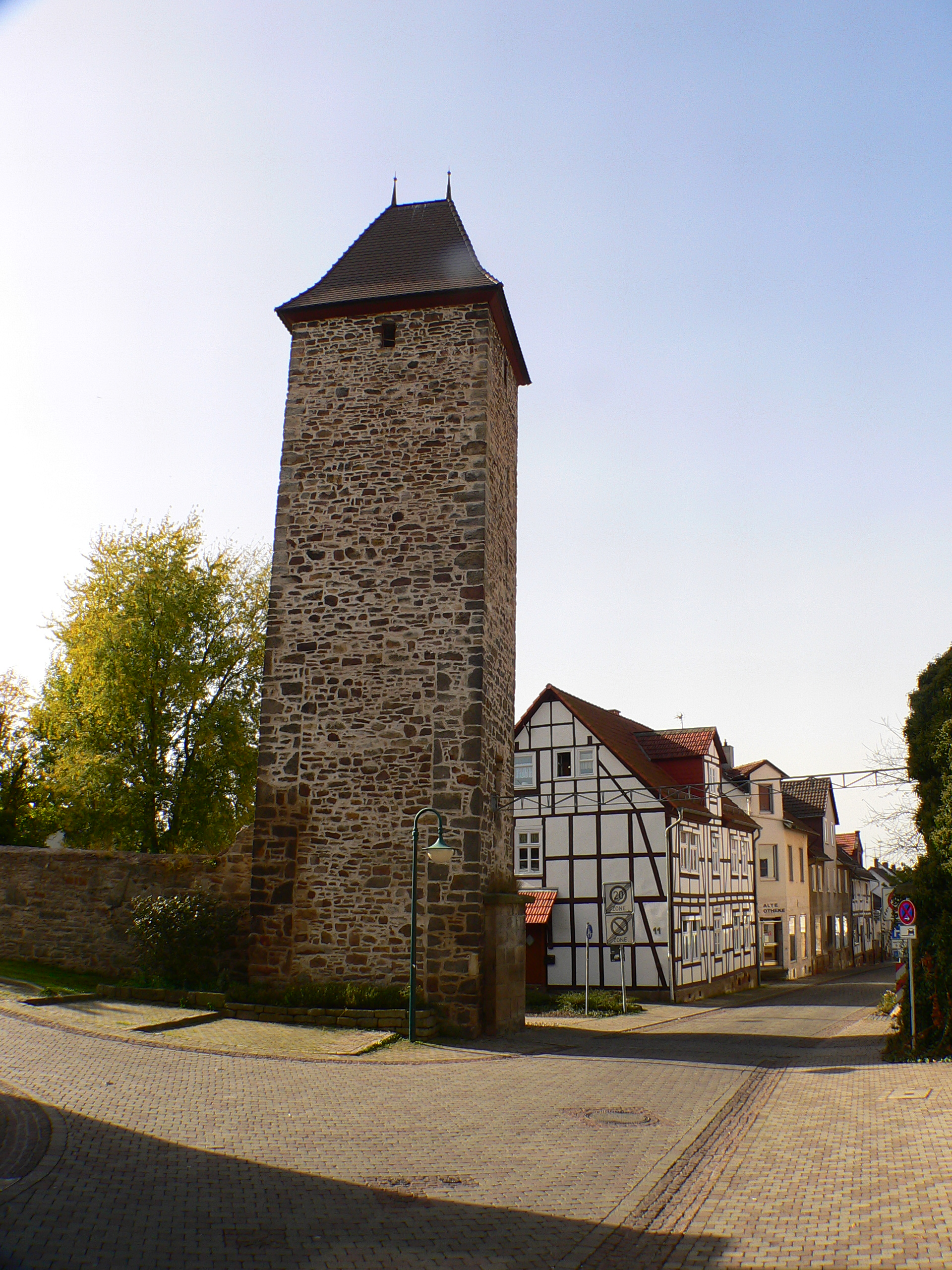
Eulenturm mit Stadtmauer
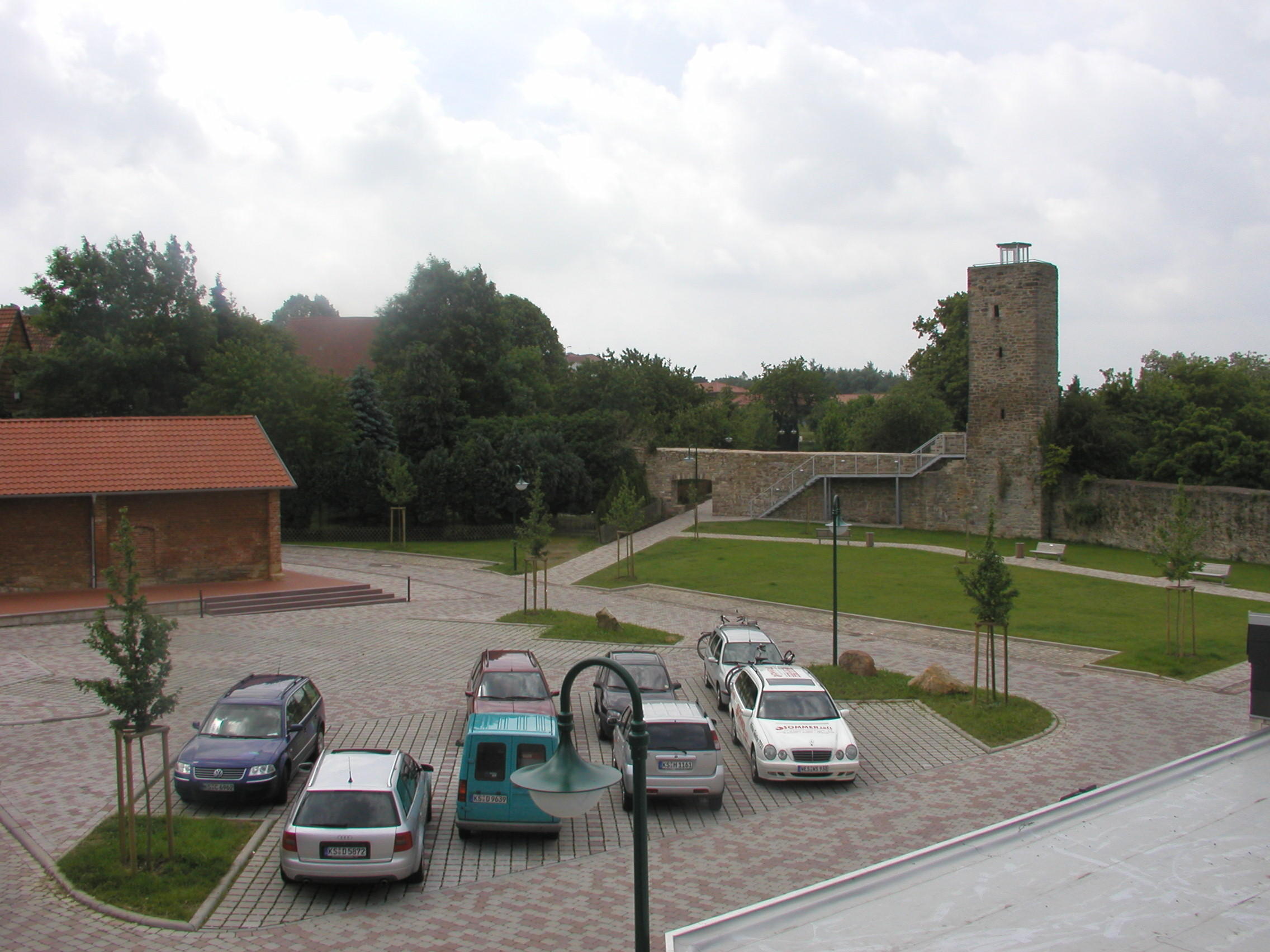
Hufeisenturm mit Stadtmauer
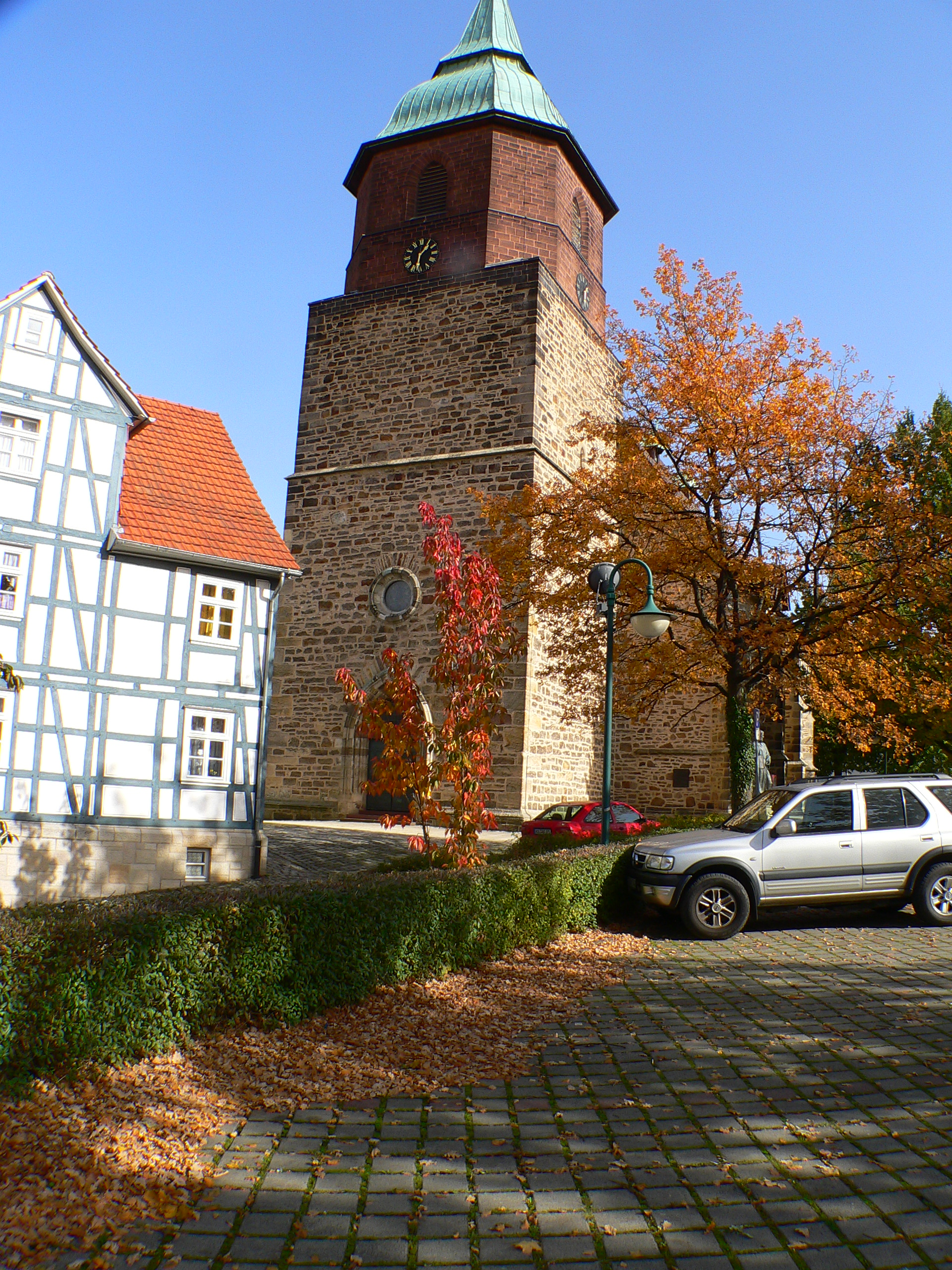
Evangelische Stadtkirche St. Georg
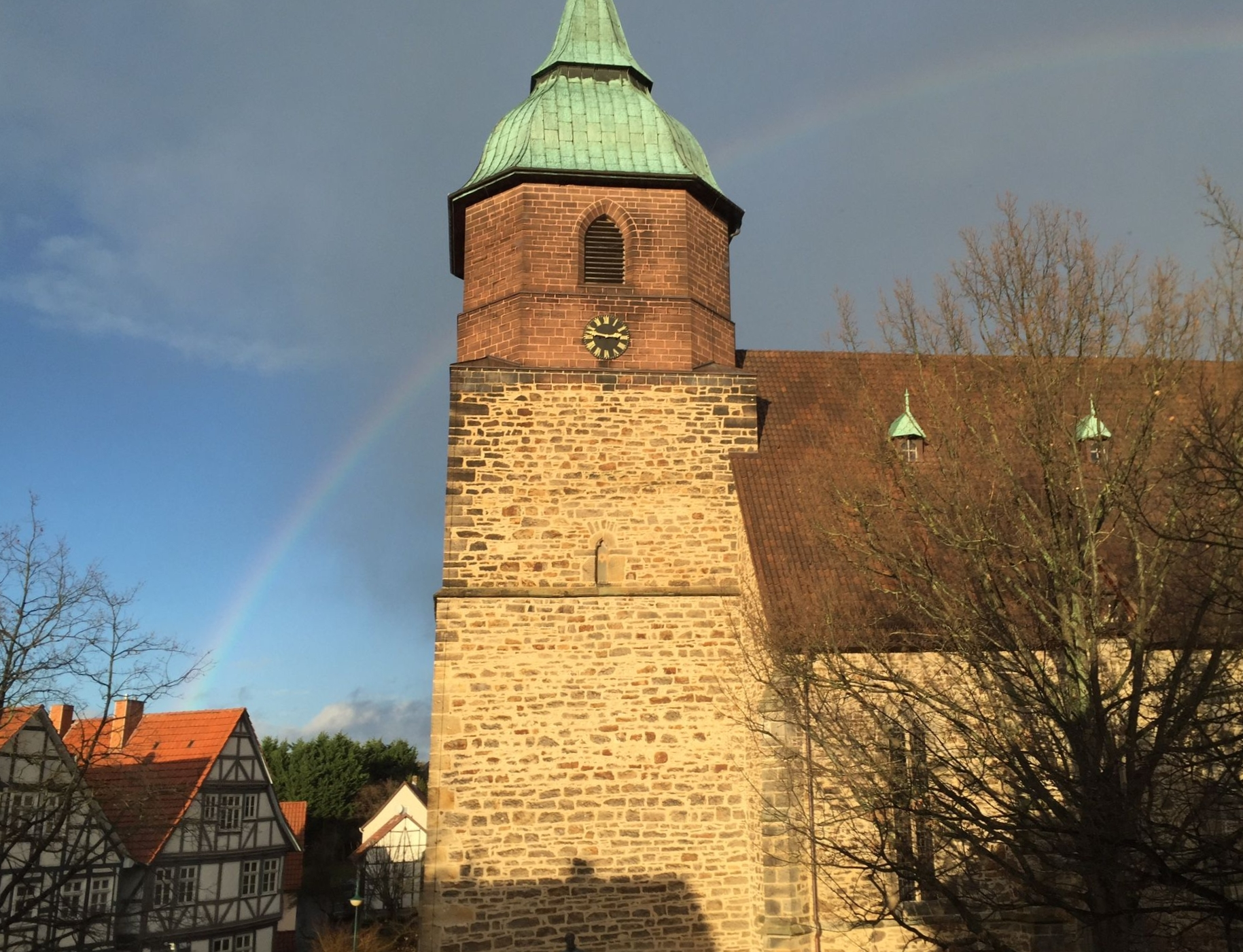
Evangelische Stadtkirche St. Georg mit Regenbogen

## Verkehr
Die Buslinie 40 verkehrt zwischen Kassel-Fasanenhof, Ihringshäuser Straße (Endstation Straßenbahn 3) und Immenhausen-Holzhausen.
Die Buslinie 171 verkehrt zwischen Immenhausen und Mariendorf und zeitweise sogar nach Grebenstein.
Die Buslinie 172 verkehrt zwischen Espenau-Schäferberg und Immenhausen über Espenau-Mönchehof und Hohenkirchen.
Die Buslinie 173 verkehrt zwischen Immenhausen und Holzhausen und wieder nach Immenhausen im Kreis.

Immenhausen hat eine Station an der Bahnstrecke Kassel–Warburg. Diese wird von der NVV-Linie RT1 bedient.
| Linie | Verlauf | Takt                                       |
| ----- | --- | ------------------------------------------ |
| RT1   | Hofgeismar-Hümme – Hofgeismar – Grebenstein – Immenhausen – Espenau-Mönchehof – Vellmar-Obervellmar – Vellmar-Osterberg/EKZ – Kassel Jungfernkopf – Kassel-Harleshausen – Kassel-Kirchditmold – Kassel Hbf (tief) – Scheidemannplatz – Wilhelmsstraße/Stadtmuseum – Rathaus/Fünffensterstraße – Rathaus – Friedrichsplatz – Königsplatz – Am Stern – Holländischer Platz/Universität – Halitplatz – Hauptfriedhof – Wiener Straße – Holländische Straße Stand: Fahrplanwechsel Dezember 2021 | 30 min (werktags) 60 min (sonn-/feiertags) |

## Ausflugsmöglichkeiten
- Brunnenraum – Ausstellungen zur Stadtgeschichte
- Erlebnisstation Hufeisenturm
- Glasmuseum Immenhausen (zur Erinnerung an die ehemalige Glashütte des schlesischen Glaskünstlers Richard Süßmuth)[20]
- Hallen- und Freibad
- Reinhardswald
- Eco Pfad Kulturgeschichte Ahlberg-Immenhausen Mariendorf
- Mit dem Grimmschen Märchen Hans im Glück ist Immenhausen Teil der Deutschen Märchenstraße.

## Trivia
Immenhausen war Vorbild für die fiktive Stadt Simmering aus der deutschen Joyn-Serie Check Check mit Klaas Heufer-Umlauf. Die Dreharbeiten zu der Serie fanden in Immenhausen und am Flughafen Kassel statt.
In Immenhausen und Umgebung wurden viele Szenen aus der Kinofilm Serie Ostwind gedreht. Gut Waitzrodt zwischen Immenhausen und Holzhausen war als „Gut Kaltenbach“ einer der zentralen Drehorte dieser erfolgreichen Kinoserie.

## Persönlichkeiten

### Söhne und Töchter der Stadt
- Albertus Pictor (1440–1509), Maler
- Georg Wilhelm Hartmann (1844–1909), Vorsitzender der SAP (Sozialistische Arbeiterpartei Deutschlands)
- Carl Robrecht (1888–1961), Musiker, Kapellmeister und Komponist
- Julius Maus (1906–1934), Radsportler
- Ludwig Hobein (1911–1997), nach dem Zweiten Weltkrieg Polizeidirektor in Hanau; stammte aus Immenhausen

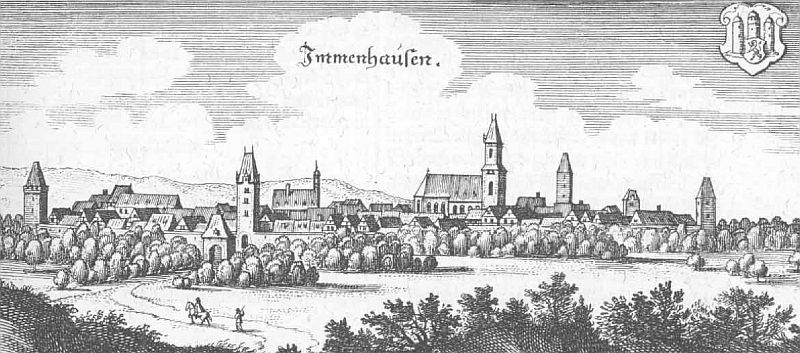
Immenhausen – Auszug aus der Topographia Hassiae von Matthäus Merian 1655

### Personen, die mit Immenhausen verbunden sind
- Bartholomaeus Rieseberg (1492–1566), Reformator
- Lilli Jahn (1900–1944), Ärztin und Opfer des Nationalsozialismus
- Richard Süßmuth (1900–1974), international bekannter Glaskünstler aus Penzig/Schlesien, ab dem Jahr 1946 Glasfabrikant in Immenhausen
- Hans Grebe (1913–1999), Rassenhygieniker und Sportarzt
- Hermann Mattenberg, Vater des Bürgermeisters von Hannoversch Münden Christoph Mattenberg und Großvater des Gothaer Bürgermeisters und Leibarztes des französischen Königs Heinrich IV.; stammte aus Immenhausen